# Лимпопо
Лимпо́по́ (в верхнем течении Крокоди́л) — река в Южной Африке на территории ЮАР, Ботсваны, Зимбабве и Мозамбика.

## Этимология
Употребляемое в настоящее время название Лимпопо (Limpopo) образовано от названия на языке сото (группа банту) Lebêpê, где le- — префикс именного класса; этимология неизвестна. В среднем течении называется Венда от этнонима венда (бавенда) народа, относимого к группе восточных банту. С 1875 года получило распространение также название «крокодиловая река» из-за обилия крокодилов.

## Описание

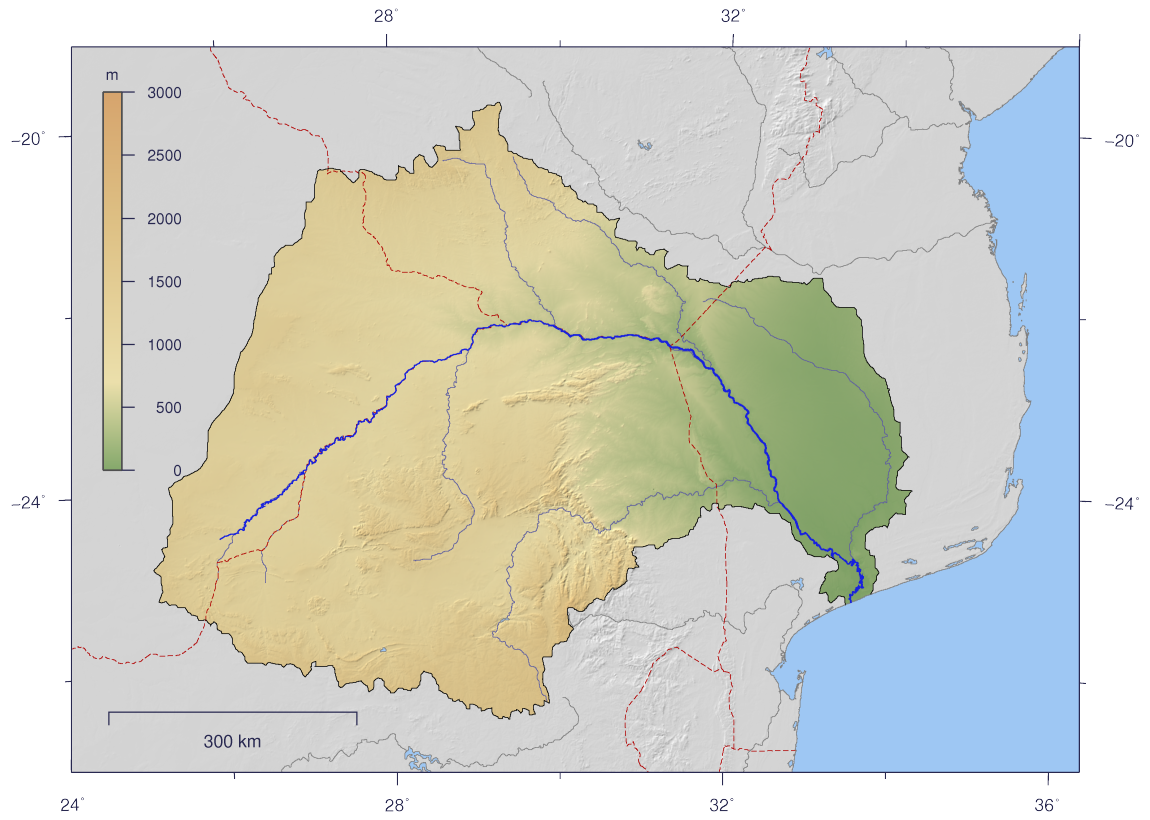
Бассейн реки Лимпопо

Начинается южнее Претории в горах Витватерсранд (1800 м), затем пересекает горы Могали и принимает приток Марико. Пройдя 1750 км и приняв в себя множество притоков, впадает в Индийский океан к северу от залива Делагоа.
Образуется при слиянии рек Марико и Крокодил.
На реке имеется несколько порогов, она течёт зигзагами и служит природной границей между несколькими странами. Длина реки составляет 1750 километров, а площадь водосборного бассейна по данным на 2005 год — 421 123 квадратных километра. Крупнейшим правым притоком Лимпопо является Улифантс. К юго-востоку от реки находится национальный парк Крюгера.
Лимпопо судоходна на 160 км, от места, где в неё, в районе 32° в. д., впадает Мвензи (также именуемая Нуанетси).

## В искусстве

### В литературе
В русской детской литературе Лимпопо упоминается в сказке Корнея Ивановича Чуковского «Айболит».
Майн Рид упоминает реку в повести «Охотники за жирафами».
В сказке Р. Киплинга «Слонёнок» река Лимпопо упоминается, как «грязная, мутно-зелёная; и над нею растут деревья, они нагоняют лихорадку», к ней птичка Колоколо отправила любопытного Слонёнка искать ответы на его вопросы.

### В музыке
У группы Дюна есть песня «Лимпопо и Филимонов».
У группы Гражданская Оборона есть композиция «Вниз по Лимпопо» (альбом «Psychedelia Today»).